# 韦夫查尼市镇

韦夫查尼市镇在北馬其頓的位置

韦夫查尼市镇是北馬其頓的一個市镇，行政中心为韦夫查尼村，属于西南统计区，總面積22.8平方公里，2017年人口3,585，其中大部分居民是馬其頓人。
該市镇北面、東面和南面是斯特魯加市鎮，西鄰阿爾巴尼亞。

## 外部連結
- 官方网站

41°14′25″N 20°35′35″E / 41.2403°N 20.5931°E